# Jocs Insulars
|  | No s'ha de confondre amb Jocs de les Illes. |

Els Jocs Insulars, en anglès Island Games, són un esdeveniment esportiu organitzat cada dos anys per l’Associació Internacional dels Jocs Insulars (International Island Games Association o IIGA). Hi participen els membres d'aquesta associació, que només poden ser illes o arxipèlags (amb l'excepció de Gibraltar per la seva situació geopolítica). L'IGA va ser fundada l'any 1985 a l'Illa de Man.
En formen part:
- Åland
- Alderney
- Anglesey
- Bermuda
- Frøya
- Gibraltar
- Gotland
- Groenlàndia
- Guernsey
- Hèbrides Exteriors
- Hitra
- Illa de Man
- Illa de Wight
- Illa del Príncep Eduard
- Illes Caiman
- Illes Fèroe
- Illes Malvines
- Illes Shetland
- Jersey
- Menorca
- Orkney
- Rodes
- Saaremaa
- Santa Helena
- Sark

## Edicions

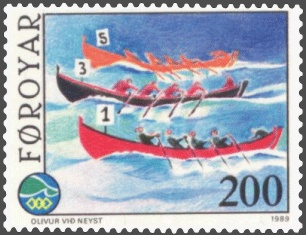
Segell de les illes Fèroe sobre el rem als Jocs Insulars de 1989.

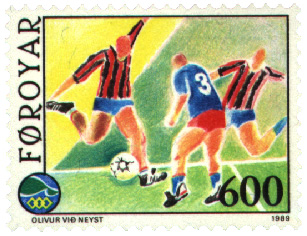
Segell de les illes Fèroe sobre el futbol als Jocs Insulars de 1989.

| Edició | Any  | Seu                                              | Esports                                          | Equips                                           | Esportistes                                      |
| ------ | ---- | ------------------------------------------------ | ------------------------------------------------ | ------------------------------------------------ | ------------------------------------------------ |
| I      | 1985 | Illa de Man                                      | 7                                                | 15                                               | 700                                              |
| II     | 1987 | Guernsey                                         | 9                                                | 18                                               | 1.049                                            |
| III    | 1989 | Illes Fèroe                                      | 11                                               | 15                                               | 800                                              |
| IV     | 1991 | Åland                                            | 13                                               | 17                                               | 1.500                                            |
| V      | 1993 | Illa de Wight                                    | 14                                               | 19                                               | 1.448                                            |
| VI     | 1995 | Gibraltar                                        | 13                                               | 18                                               | 1.214                                            |
| VII    | 1997 | Jersey                                           | 13                                               | 20                                               | ~2.000                                           |
| VIII   | 1999 | Gotland                                          | 14                                               | 22                                               | 1.858                                            |
| IX     | 2001 | Illa de Man                                      | 15                                               | 22                                               | 2.020                                            |
| X      | 2003 | Guernsey                                         | 15                                               | 23                                               | 2.129                                            |
| XI     | 2005 | Shetland                                         | 14                                               | 24                                               | 1.658                                            |
| XII    | 2007 | Rodes                                            | 14                                               | 25                                               | 2.343                                            |
| XIII   | 2009 | Åland                                            | 14                                               | 24                                               | 2.286                                            |
| XIV    | 2011 | Illa de Wight                                    | 14                                               | 24                                               | 2.311                                            |
| XV     | 2013 | Bermuda                                          | 14                                               | 22                                               | 1.296                                            |
| XVI    | 2015 | Jersey                                           | 14                                               | 24                                               | 2.430                                            |
| XVII   | 2017 | Gotland                                          | 14                                               | 23                                               | 2.333                                            |
| XVIII  | 2019 | Gibraltar                                        | 14                                               | 22                                               | 1.700                                            |
| -      | 2021 | Edició posposada per la pandèmia de la COVID-19. | Edició posposada per la pandèmia de la COVID-19. | Edició posposada per la pandèmia de la COVID-19. | Edició posposada per la pandèmia de la COVID-19. |
| XIX    | 2023 | Guernsey                                         | 14                                               | 24                                               | 2.194                                            |
| XX     | 2025 | Orkney                                           | 13                                               |                                                  |                                                  |
| XXI    | 2027 | Illes Fèroe                                      |                                                  |                                                  |                                                  |
| XXII   | 2029 | Illa de Man                                      |                                                  |                                                  |                                                  |

## Esports
El membre organitzador tria entre 12 i 15 esports de la següent llista:
| - Atletisme - Bàdminton - Basquetbol - Bitlles - Ciclisme - Esquaix | - Futbol - Gimnàstica - Golf - Judo - Natació - Tennis | - Tennis taula - Tir amb arc - Tir olímpic - Triatló - Vela - Voleibol |

## Medaller

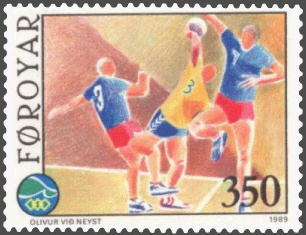
Handbol

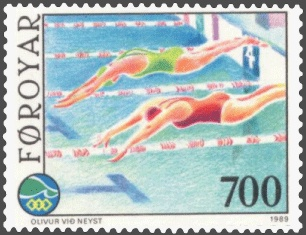
Natació

| Pos | Illa                    | Or  | Argent | Bronze | Total |
| 1   | Jersey                  | 418 | 408    | 387    | 1203  |
| 2   | Illa de Man             | 343 | 333    | 353    | 1029  |
| 3   | Guernsey                | 335 | 349    | 363    | 1047  |
| 4   | Gotland                 | 208 | 173    | 170    | 551   |
| 5   | Illes Fèroe             | 162 | 155    | 183    | 500   |
| 6   | Åland                   | 153 | 160    | 134    | 447   |
| 7   | Illa de Wight           | 150 | 138    | 182    | 470   |
| 8   | Illes Caiman            | 65  | 44     | 49     | 158   |
| 9   | Saaremaa                | 60  | 72     | 71     | 203   |
| 10  | Bermuda                 | 56  | 54     | 64     | 174   |
| 11  | Islàndia                | 50  | 45     | 41     | 136   |
| 12  | Rodes                   | 50  | 43     | 43     | 136   |
| 13  | Gibraltar               | 44  | 48     | 74     | 166   |
| 14  | Illes Shetland          | 37  | 52     | 81     | 170   |
| 15  | Menorca                 | 28  | 25     | 33     | 86    |
| 15  | Orkney                  | 19  | 31     | 37     | 87    |
| 16  | Anglesey (Ynys Môn)     | 19  | 30     | 38     | 87    |
| 17  | Groenlàndia             | 15  | 19     | 26     | 58    |
| 19  | Illa del Príncep Eduard | 6   | 6      | 9      | 21    |
| 20  | Malta                   | 6   | 2      | 2      | 10    |
| 21  | Hèbrides Exteriors      | 3   | 5      | 13     | 21    |
| 22  | Sark                    | 2   | 8      | 6      | 16    |
| 23  | Illes Malvines          | 1   | 5      | 11     | 17    |
| 24  | Hitra                   | 1   | 2      | 0      | 3     |
| 25  | Frøya                   | 1   | 1      | 2      | 4     |
| 26  | Alderney                | 0   | 2      | 3      | 5     |
| 27  | Santa Helena            | 0   | 0      | 2      | 2     |